# Bonoua
Bonoua è una città, sottoprefettura e comune della Costa d'Avorio, situata nel dipartimento di Grand-Bassam. Conta una popolazione di 69 983 abitanti (censimento 2014).